# Список наград и номинаций Дэвида Линча
Дэвид Линч — американский кинематографист, художник, телевизионный режиссёр, визуальный артист, деятель искусства, музыкант и актёр. Известный сюрреалистическими фильмами, он разработал свой собственный уникальный кинематографический стиль, прозванный «Линчизмом», и отмеченный «образам из сновидений» и «тщательным звуковым дизайном». Сюрреалистические и зачастую насильственные элементы его фильмов завоевали репутацию фильмам Линча, что они «тревожат, оскорбляют или озадачивают» зрителей.
Творчество Линча охватывает проекты как в кино, так и на телевидении. Его фильмография включает в себя фильмы «Человек-слон», «Синий бархат», «Дикие сердцем», «Простая история», и «Малхолланд Драйв» 2001 года, один из самых критически и коммерчески успешных фильмов Линча. Кроме того, первый сезон телевизионного дебюта режиссёра, сериал «Твин Пикс», был представлен в пяти номинациях премии «Эмми».
В течение карьеры Линч получил множество наград и номинаций. Среди них числятся четыре номинации на премию «Оскар» за лучшую режиссуру и лучший адаптированный сценарий, две награды премии «Сезар» за лучший иностранный фильм. Также является обладателем «Золотой пальмовой ветви» — главной награды Каннского кинофестиваля — и «Золотого льва» за жизненные достижения на Венецианском кинофестивале. Правительство Франции наградило Линча орденом Почётного легиона, являющимся высшим знаком отличия в стране, удостоив режиссёра звания кавалера в 2002 году, и после, звания офицера в 2009 году; Линч также был награждён ключом от города Быдгощ, Польша.

## Кино
| Премия | Дата вручения | Категория                      | Номинанты и получатели                                      | Результат | И. |
| ------ | ------------- | ------------------------------ | ----------------------------------------------------------- | --------- | -- |
| Оскар  | 31 марта 1981 | Лучший адаптированный сценарий | Дэвид Линч, Эрик Бергрен, Кристофер Де Вор («Человек-слон») | Номинация |    |
| Оскар  | 31 марта 1981 | Лучшая режиссура               | Дэвид Линч («Человек-слон»)                                 | Номинация |    |
| Оскар  | 30 марта 1987 | Лучшая режиссура               | Дэвид Линч («Синий бархат»)                                 | Номинация |    |
| Оскар  | 24 марта 2002 | Лучшая режиссура               | Дэвид Линч («Малхолланд Драйв»)                             | Номинация |    |